# 洛宗河 (托特河支流)
洛宗河（法語：Lozon，法語發音：[lozɔ̃]）是法国诺曼底大区芒什省的河流，是托特河的右支流，长24.7千米。